# On Air – Live at the BBC Volume 2
On Air – Live at the BBC Volume 2 („Auf Sendung – Live bei der BBC Teil 2“) ist das zweite Kompilationsalbum von insgesamt zwei Doppelalben der britischen Gruppe The Beatles, das Liveaufnahmen der Gruppe, die bei Produktionen für Radiosendungen für die britische Rundfunkanstalt BBC in den Jahren 1962 bis 1965 entstanden, enthält. Das Album erschien am 8. November 2013 in Deutschland und Großbritannien und am 11. November 2013 in den USA. Das erste Album mit BBC-Aufnahmen Live at the BBC wurde 19 Jahre vorher, am 28. November 1994, veröffentlicht.
On Air – Live at the BBC Volume 2 ist das siebte Album der Beatles, das nach deren Trennung, bisher unveröffentlichtes Aufnahmematerial enthält.

## Entstehung

BBC Logo

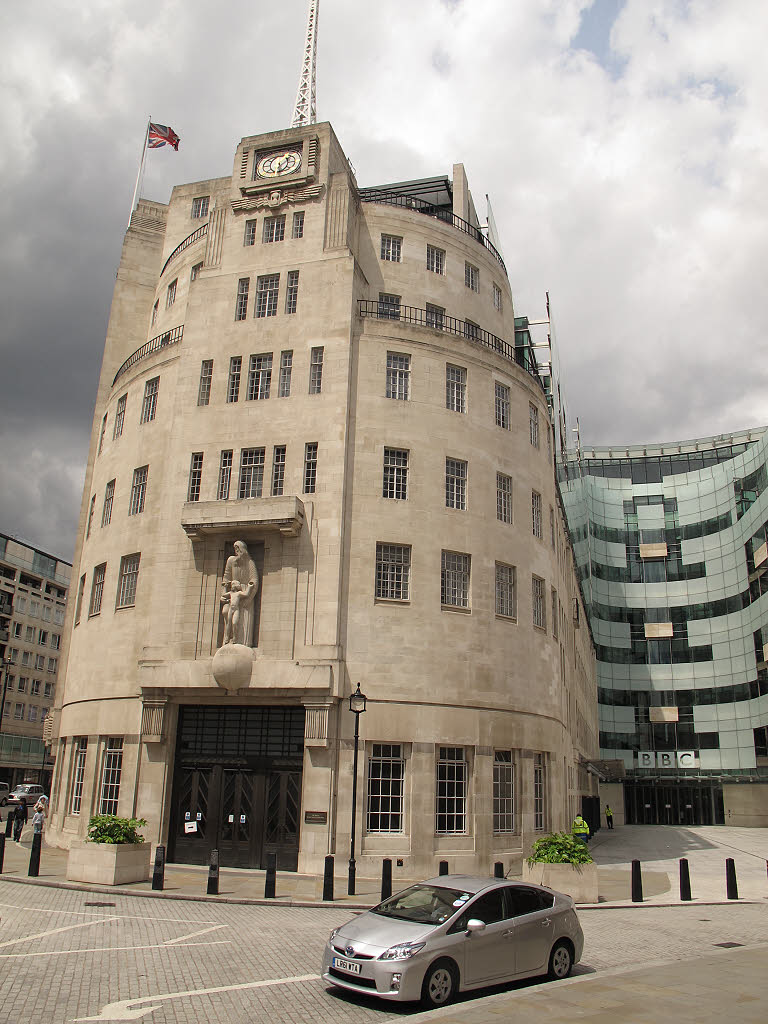
Das Broadcasting House in London

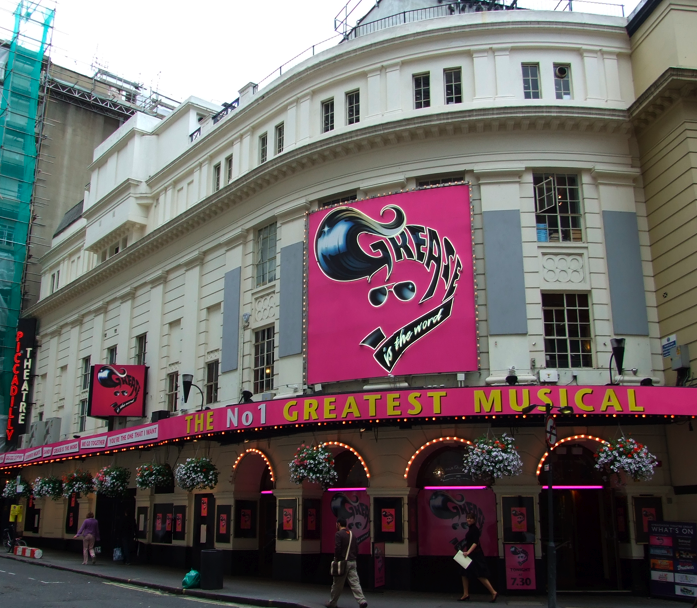
Das Piccadilly Theatre in London

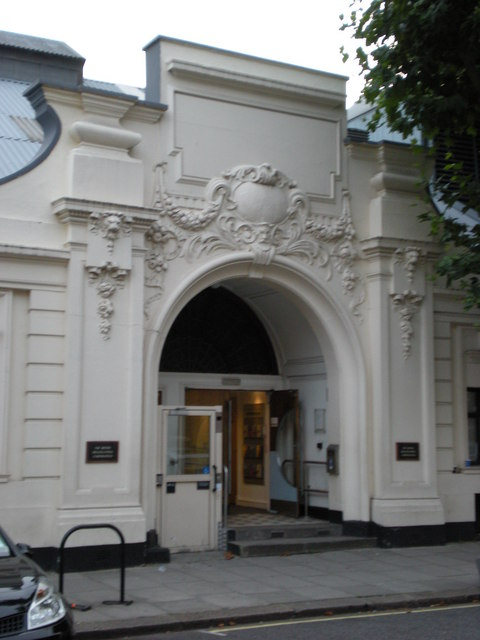
Eingang zu den Maida Vale Studios

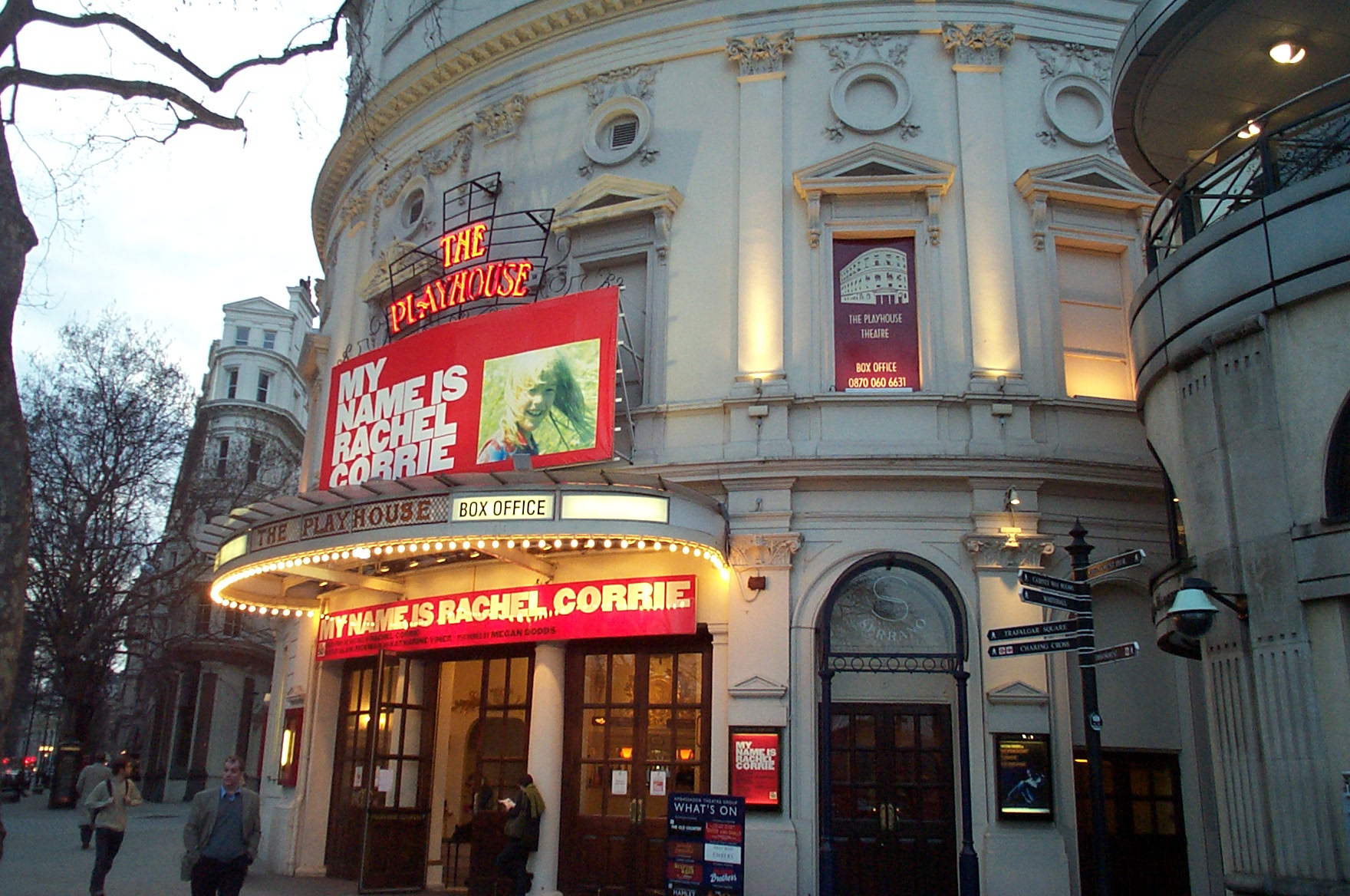
Das Playhouse Theatre in London

Am 7. März 1962 begann mit dem Auftritt in der Sendung Teenager’s Turn – Here We Go die drei Jahre währende Reihe von regelmäßigen Radiokonzerten der Beatles für die BBC. Am 26. Mai 1965 entstanden die letzten Aufnahmen der Beatles für die BBC in den Londoner Piccadilly Studios. Ausgestrahlt wurde die Sendung unter dem Titel The Beatles (Invite You to Take a Ticket to Ride) am 7. Juni 1965.
Insgesamt nahmen die Beatles an 53 Radioprogrammen der BBC teil. Es wurden 275 Aufnahmen von 89 Titeln (inklusive der Variation From Us to You) gesendet. Von den 89 Titeln waren 32 Lieder Kompositionen von John Lennon und Paul McCartney. Die übrigen Stücke waren Coverversionen aus unterschiedlichen musikalischen Stilrichtungen, wobei die meisten aus dem Bereich Rhythm and Blues stammten. Die Beatles nahmen 35 dieser Coverversionen niemals für eines ihrer Studioalben auf.
Auf der im November 1994 veröffentlichten Doppel-CD Live at the BBC  befinden sich 56 von George Martin ausgesuchte Titel, von denen 30 Lieder bisher unveröffentlicht waren, sodass bis dato sechs Lieder für das Album nicht berücksichtigt wurden.
Im November 1995 wurde Lend Me Your Comb auf dem Album Anthology 1 veröffentlicht.
Das Album On Air – Live at the BBC Volume 2 setzt sich aus insgesamt 40 Musikaufnahmen, davon 22 bisher unveröffentlichte Lieder von BBC-Aufnahmen der Beatles sowie 23 Sprachbeiträgen zusammen. Enthalten sind drei Lieder, deren Beatles-Versionen bislang unveröffentlicht waren: I’m Talking About You, Beautiful Dreamer und Happy Birthday Dear Saturday Club. Die übrigen sieben Titel, die sie für die BBC aufnahmen, sind bisher nicht offiziell/legal erschienen:
Fremde Kompositionen:
1. Besame Mucho (Consuelo Velázquez, Sunny Skylar)
2. Dream Baby (Cindy Walker)
3. A Picture of You (Joe Brown)

Die drei aufgeführten Lieder wurden im Jahr 1962 aufgenommen und wurden aufgrund der minderwertigen Tonqualität bis dato nicht offiziell veröffentlicht.
Lennon/McCartney-Kompositionen:
1. I Call Your Name
2. I Should Have Known Better
3. I’m Happy Just to Dance with You
4. The Night Before

Es wurden noch vier weitere, bisher unveröffentlichte, Jingles bzw. kurze Themen für die BBC eingespielt:
1. Beatles Crimble Medley (fünf Beatles-Singletitel wurden kurz angesungen)
2. Pop Goes the Beatles
3. Side by Side
4. Whit Monday to You

Außerdem wurde der Titel Tie Me Kangaroo Down, Sport mit Rolf Harris aufgenommen, der bisher unveröffentlicht geblieben ist und nur auf Bootlegs erhältlich ist.
Darüber hinaus enthält das Album On Air – Live at the BBC Volume 2 ausführliche Interviews mit John Lennon, George Harrison, Ringo Starr und Paul McCartney, die ursprünglich im November 1965 und im Mai 1966 im Rahmen der Reihe Pop Profile entstanden.
Auch ist ein sogenanntes „Studio Outtake“ des Liedes I Feel Fine enthalten. Grundsätzlich konnten die Beatles für die BBC ihr Material nur live einspielen. In Einzelfällen wurden die Aufnahmen nachträglich bearbeitet. Für die Aufnahme von I Feel Fine nahm Lennon seinen Gesang erneut auf. Auf On Air – Live at the BBC Volume 2 ist die ursprüngliche Aufnahme zu hören, während auf dem Album Live at the BBC dieselbe Aufnahme mit Lennons gedoppelten Gesang zu hören ist.
13 Lieder des Albums (Medley: Kansas City/Hey! Hey! Hey! Hey!, Lucille, Memphis, Tennessee, Glad All Over, I Saw Her Standing There, I Got a Woman, Sure to Fall [In Love with You], Till There Was You, Roll Over Beethoven, The Hippy Hippy Shake, Honey Don’t, I Feel Fine und Long Tall Sally) waren schon in anderen Aufnahmeversionen auf Live at the BBC enthalten, Lend Me Your Comb befindet sich ebenfalls in einer anderen Version auf Anthology 1, darüber hinaus enthält das Album zwei Lieder (I’ll Follow the Sun und Boys) der EP Baby It’s You, die im März 1995 erschien. Devil in Her Heart befindet sich in einer anderen Version ebenfalls auf der EP Baby It’s You.
Zusammengestellt und produziert wurde das Album von Kevin Howlett, Mike Heatley und Jeff Jones. On Air – Live at the BBC Volume 2 wurde in den Londoner Abbey Road Studios von Guy Massey und Alex Wharton gemastert; für die Audiorestauration war Simon Gibson verantwortlich.
Gleichzeitig wurde ein Pappschuber mit den Alben On Air – Live at the BBC Volume 2 und Live at the BBC veröffentlicht.
Nicht verwendete Aufnahmeversionen von Liedern befinden sich auf dem Album The Beatles Bootleg Recordings 1963.

## Covergestaltung
Die Gestaltung des Papp-Albumcover stammt von Melanie Fordyce und Stuart Crouch. Das Coverfoto stammt von Dezo Hoffman und entstand am 2. Juli 1963 in der Guildford Street in London. Das Foto wurde im Nachhinein technisch bearbeitet und verändert.
Die Einleitungen für das 48-seitige bebilderte CD-Booklet wurden von Paul McCartney und Kevin Howlett verfasst, die Anmerkungen zu den einzelnen Liedern stammen ebenfalls von Kevin Howlett.

## Rezeption
Arnold Hohmann resümiert in einer Rezension der WAZ, dass die Spielfreude der Beatles auf diesem Album „gut rüberkommt“. Er moniert jedoch die Titelauswahl, die im Gegensatz zum Vorgängeralbum wenig Neues enthalte, und die teils „bedenkliche Tonqualität“. Stephen Thomas Erlewine vom Musikportal Allmusic lobt die Kombination der Interview- und Musikbeiträge auf dem Album und hebt ebenso die teils enthusiastische Spielfreude der Band hervor. Insgesamt vergibt er vier von fünf möglichen Punkten.

## Titelliste
| Nummer | Lied                            | Autor                                                                       | Leadgesang         | Länge |
| ------ | ------------------------------- | --------------------------------------------------------------------------- | ------------------ | ----- |
| 01     | And Here We Are Again           | –                                                                           | Dialog             | 0:15  |
| 02     | Words of Love                   | Buddy Holly                                                                 | Lennon / McCartney | 1:56  |
| 03     | How About It, Gorgeous?         | –                                                                           | Dialog             | 0:27  |
| 04     | Do You Want to Know a Secret    | Lennon/McCartney                                                            | Harrison           | 1:48  |
| 05     | Lucille                         | Little Richard/Albert Collins                                               | McCartney          | 2:29  |
| 06     | Hey, Paul…                      | –                                                                           | Dialog             | 0:21  |
| 07     | Anna (Go to Him)                | Arthur Alexander                                                            | Lennon             | 2:50  |
| 08     | Hello!                          | –                                                                           | Dialog             | 0:19  |
| 09     | Please Please Me                | Lennon/McCartney                                                            | Lennon             | 1:56  |
| 10     | Misery                          | Lennon/McCartney                                                            | Lennon/McCartney   | 1:50  |
| 11     | I’m Talking About You           | Chuck Berry                                                                 | Lennon             | 1:52  |
| 12     | A Real Treat                    | –                                                                           | Dialog             | 0:37  |
| 13     | Boys                            | Luther Dixon/Wes Farrell                                                    | Starr              | 2:29  |
| 14     | Absolutely Fab                  | –                                                                           | Dialog             | 0:27  |
| 15     | Chains                          | Gerry Goffin/Carole King                                                    | Harrison           | 2:15  |
| 16     | Ask Me Why                      | Lennon/McCartney                                                            | Lennon             | 1:54  |
| 17     | Till There Was You              | Meredith Willson                                                            | McCartney          | 2:16  |
| 18     | Lend Me Your Comb               | Kay Twomey/Fred Wise/Ben Weisman                                            | Lennon/McCartney   | 1:46  |
| 19     | Lower 5E                        | –                                                                           | Dialog             | 0:23  |
| 20     | The Hippy Hippy Shake           | Chan Romero                                                                 | McCartney          | 1:46  |
| 21     | Roll Over Beethoven             | Chuck Berry                                                                 | Harrison           | 2:22  |
| 22     | There’s a Place                 | Lennon/McCartney                                                            | Lennon             | 1:49  |
| 23     | Bumper Bundle                   | –                                                                           | Dialog             | 0:49  |
| 24     | P.S. I Love You                 | Lennon/McCartney                                                            | McCartney          | 1:59  |
| 25     | Please Mister Postman           | Georgia Dobbins/William Garrett/Freddie Gorman/Brian Holland/Robert Bateman | Lennon             | 2:17  |
| 26     | Beautiful Dreamer               | Stephen Foster/Gerry Goffin/Jack Keller                                     | McCartney          | 1:46  |
| 27     | Devil in Her Heart              | Richard P. Drapkin                                                          | Harrison           | 2:22  |
| 28     | The 49 Weeks                    | –                                                                           | Dialog             | 0:17  |
| 29     | Sure to Fall (In Love With You) | Carl Perkins/Bill Cantrell/Quinton Claunch                                  | McCartney          | 2:21  |
| 30     | Never Mind, Eh?                 | –                                                                           | Dialog             | 0:34  |
| 31     | Twist and Shout                 | Phil Medley/Bert Berns                                                      | Lennon             | 2:25  |
| 32     | Bye, Bye                        | –                                                                           | Dialog             | 0:24  |
| 33     | John – Pop Profile              | –                                                                           | Interview          | 8:22  |
| 34     | George – Pop Profile            | –                                                                           | Interview          | 8:06  |

| Nummer | Lied                                    | Autor                                           | Leadgesang                      | Länge |
| ------ | --------------------------------------- | ----------------------------------------------- | ------------------------------- | ----- |
| 01     | I Saw Her Standing There                | Lennon/McCartney                                | McCartney                       | 2:36  |
| 02     | Glad All Over                           | Aaron Schroeder/Sid Tepper/Roy Bennett          | Harrison                        | 1:53  |
| 03     | Lift Lid Again                          | –                                               | Dialog                          | 0:37  |
| 04     | I’ll Get You                            | Lennon/McCartney                                | Lennon/McCartney                | 2:02  |
| 05     | She Loves You                           | Lennon/McCartney                                | Lennon/McCartney                | 2:15  |
| 06     | Memphis, Tennessee                      | Berry                                           | Lennon                          | 2:15  |
| 07     | Happy Birthday Dear Saturday Club       | Traditional                                     | Lennon/McCartney/Harrison/Starr | 0:33  |
| 08     | Now Hush, Hush                          | –                                               | Dialog                          | 0:25  |
| 09     | From Me to You                          | Lennon/McCartney                                | Lennon/McCartney                | 1:51  |
| 10     | Money (That’s What I Want)              | Janie Bradford/Berry Gordy                      | Lennon                          | 2:43  |
| 11     | I Want to Hold Your Hand                | Lennon/McCartney                                | Lennon/McCartney                | 2:23  |
| 12     | Brian Bathtubes                         | –                                               | Dialog                          | 0:59  |
| 13     | This Boy                                | Lennon/McCartney                                | Lennon/McCartney/Harrison       | 2:16  |
| 14     | If I Wasn’t in America                  | –                                               | Dialog                          | 0:45  |
| 15     | I Got A Woman                           | Ray Charles, Renald Richard                     | Lennon                          | 2:36  |
| 16     | Long Tall Sally                         | Enotris Johnson/Robert Blackwell/Little Richard | McCartney                       | 1:58  |
| 17     | If I Fell                               | Lennon/McCartney                                | Lennon/McCartney                | 2:09  |
| 18     | A Hard Job Writing Them                 | –                                               | Dialog                          | 1:20  |
| 19     | And I Love Her                          | Lennon/McCartney                                | McCartney                       | 2:20  |
| 20     | Oh, Can’t We? Yes We Can                | –                                               | Dialog                          | 0:20  |
| 21     | You Can’t Do That                       | Lennon/McCartney                                | Lennon                          | 2:32  |
| 22     | Honey Don’t                             | Carl Perkins                                    | Starr                           | 2:24  |
| 23     | I’ll Follow the Sun                     | Lennon/McCartney                                | McCartney/Lennon                | 1:51  |
| 24     | Green With Black Shutters               | –                                               | Dialog                          | 0:59  |
| 25     | Medley: Kansas City/Hey! Hey! Hey! Hey! | Jerry Leiber/Mike Stoller/Little Richard        | McCartney                       | 2:43  |
| 26     | That’s What We’re Here For              | –                                               | Dialog                          | 0:24  |
| 27     | I Feel Fine (Studio Outtake)            | Lennon/McCartney                                | Lennon                          | 2:09  |
| 28     | Paul – Pop Profile                      | –                                               | Interview                       | 7:50  |
| 29     | Ringo – Pop Profile                     | –                                               | Interview                       | 8:04  |

## Dreifach-LP
| Seite 1 1. And Here We Are Again 2. Words of Love 3. How About It, Gorgeous? 4. Do You Want to Know a Secret 5. Lucille 6. Hey, Paul… 7. Anna (Go to Him) 8. Hello! 9. Please Please Me 10. Misery 11. I’m Talking About You 12. A Real Treat 13. Absolutely Fab 14. Chains 15. Ask Me Why | Seite 2 1. Till There Was You 2. Lend Me Your Comb 3. Lower 5E 4. The Hippy Hippy Shake 5. Roll Over Beethoven 6. There’s a Place 7. Bumper Bundle 8. P.S. I Love You 9. Please Mister Postman 10. Beautiful Dreamer 11. Devil in Her Heart 12. The 49 Weeks 13. Sure to Fall (In Love With You) 14. Never Mind, Eh? 15. Twist and Shout 16. Bye, Bye |

| Seite 3 1. I Saw Her Standing There 2. Glad All Over 3. Lift Lid 4. I’ll Get You Again 5. She Loves You 6. Memphis, Tennessee 7. Happy Birthday Dear Saturday Club 8. Now Hush, Hush 9. From Me to You 10. Money (That’s What I Want) 11. I Want to Hold Your Hand 12. Brian Bathtubes 13. This Boy 14. If I Wasn’t in America | Seite 4 1. I Got A Woman 2. Long Tall Sally 3. If I Fell 4. A Hard Job Writing Them 5. And I Love Her 6. Oh, Can’t We? Yes We Can 7. You Can’t Do That 8. Honey Don’t 9. I’ll Follow the Sun 10. Green With Black Shutters 11. Kansas City/Hey! Hey! Hey! Hey! 12. That’s What We’re Here For 13. I Feel Fine |

| Seite 5 1. John – Pop Profile 2. George – Pop Profile | Seite 6 1. Paul – Pop Profile 2. Ringo – Pop Profile |

## Aufnahmedaten
| Nr. | Lied                              | Aufnahme-/Sendedatum          | Produzent                  | Studio/Aufnahmeort                                | Sendung                                   | Erstveröffentlichung der Beatles-Originalversion    |
| --- | --------------------------------- | ----------------------------- | -------------------------- | ------------------------------------------------- | ----------------------------------------- | --------------------------------------------------- |
| 01  | And Here We Are Again             | 10. Juli 1963/ 23. Juli 1963  | Terry Henebery             | Studio Two, Aeolian Hall, London                  | Pop Go The Beatles                        | On Air – Live at the BBC Volume 2                   |
| 02  | Words of Love                     | 16. Juli 1963/ 20. Aug. 1963  | Terry Henebery             | BBC Paris Theatre, London                         | Pop Go The Beatles                        | Beatles for Sale                                    |
| 03  | How About It, Gorgeous?           | 10. Juli 1963/ 30. Juli 1963  | Terry Henebery             | Studio Two, Aeolian Hall, London                  | Pop Go The Beatles                        | On Air – Live at the BBC Volume 2                   |
| 04  | Do You Want to Know a Secret      | 10. Juli 1963/ 30. Juli 1963  | Terry Henebery             | Studio Two, Aeolian Hall, London                  | Pop Go The Beatles                        | Please Please Me                                    |
| 05  | Lucille                           | 03. Sep. 1963/ 17. Sep. 1963  | Ian Grant                  | Studio Two, Aeolian Hall, London                  | Pop Go The Beatles                        | Live at the BBC / On Air – Live at the BBC Volume 2 |
| 06  | Hey, Paul…                        | 17. Juni 1963/ 25. Juni 1963  | Jimmy Grant                | Studio Five, BBC Maida Vale, London               | Pop Go The Beatles                        | On Air – Live at the BBC Volume 2                   |
| 07  | Anna (Go to Him)                  | 01. Aug. 1963/ 27. Aug. 1963  | Ian Grant                  | BBC Playhouse Theatre, Manchester                 | Pop Go The Beatles                        | Please Please Me                                    |
| 08  | Hello!                            | 17. Juni 1963/ 25. Juni 1963  | Terry Henebery             | Studio Five, BBC Maida Vale, London               | Pop Go The Beatles                        | On Air – Live at the BBC Volume 2                   |
| 09  | Please Please Me                  | 16. Juli 1963/ 13. Aug. 1963  | Ian Grant                  | BBC Paris Theatre, London                         | Pop Go The Beatles                        | Please Please Me                                    |
| 10  | Misery                            | 06. März 1963/ 12. März 1963  | Peter Pilbeam              | BBC Playhouse Theatre, London                     | Here We Go                                | Please Please Me                                    |
| 11  | I’m Talking About You             | 16. März 1963 Live            | Jimmy Grant/Bernie Andrews | Studio 3A, Broadcasting House, London             | Saturday Club                             | On Air – Live at the BBC Volume 2                   |
| 12  | A Real Treat                      | 17. Juni 1963/ 25. Juni 1963  | Terry Henebery             | Studio Five, BBC Maida Vale, London               | Pop Go The Beatles                        | On Air – Live at the BBC Volume 2                   |
| 13  | Boys                              | 17. Juni 1963/ 25. Juni 1963  | Terry Henebery             | Studio Five, BBC Maida Vale, London               | Pop Go The Beatles                        | Please Please Me                                    |
| 14  | Absolutely Fab                    | 17. Juni 1963/ 25. Juni 1963  | Terry Henebery             | Studio Five, BBC Maida Vale, London               | Pop Go The Beatles                        | On Air – Live at the BBC Volume 2                   |
| 15  | Chains                            | 17. Juni 1963/ 25. Juni 1963  | Terry Henebery             | Studio Five, BBC Maida Vale, London               | Pop Go The Beatles                        | Please Please Me                                    |
| 16  | Ask Me Why                        | 03. Sep. 1963/24. Sep. 1963   | Ian Grant                  | Studio Five, BBC Maida Vale, London               | Pop Go The Beatles                        | Please Please Me                                    |
| 17  | Till There Was You                | 10. Juli 1963/ 30. Juli 1963  | Terry Henebery             | Studio Two, Aeolian Hall, London                  | Pop Go The Beatles                        | With the Beatles                                    |
| 18  | Lend Me Your Comb                 | 02. Juli 1963/ 16. Juli 1963  | Terry Henebery             | Studio Five, BBC Maida Vale, London               | Pop Go The Beatles                        | Anthology 1 / On Air – Live at the BBC Volume 2     |
| 19  | Lower 5E                          | 03. Sep. 1963/ 10. Sep. 1963  | Ian Grant                  | Studio Two, Aeolian Hall, London                  | Pop Go The Beatles                        | On Air – Live at the BBC Volume 2                   |
| 20  | The Hippy Hippy Shake             | 03. Sep. 1963/ 10. Sep. 1963  | Ian Grant                  | Studio Two, Aeolian Hall, London                  | Pop Go The Beatles                        | Live at the BBC / On Air – Live at the BBC Volume 2 |
| 21  | Roll Over Beethoven               | 01. Aug. 1963/ 03. Sep. 1963  | Ian Grant                  | BBC Playhouse Theatre, London                     | Pop Go The Beatles                        | With the Beatles                                    |
| 22  | There’s a Place                   | 01. Aug. 1963/ 03. Sep. 1963  | Ian Grant                  | BBC Playhouse Theatre, London                     | Pop Go The Beatles                        | Please Please Me                                    |
| 23  | Bumper Bundle                     | 17. Juni 1963/ 25. Juni 1963  | Terry Henebery             | Studio Five, BBC Maida Vale, London               | Pop Go The Beatles                        | On Air – Live at the BBC Volume 2                   |
| 24  | P.S. I Love You                   | 17. Juni 1963/ 25. Juni 1963  | Terry Henebery             | Studio Five, BBC Maida Vale, London               | Pop Go The Beatles                        | Please Please Me                                    |
| 25  | Please Mister Postman             | 10. Juli 1963/ 30. Juli 1963  | Terry Henebery             | Studio Two, Aeolian Hall, London                  | Pop Go The Beatles                        | With the Beatles                                    |
| 26  | Beautiful Dreamer                 | 22. Jan. 1963/ 26. Jan. 1963  | Jimmy Grant                | BBC Playhouse Theatre, London                     | Saturday Club                             | On Air – Live at the BBC Volume 2                   |
| 27  | Devil in Her Heart                | 03. Sep. 1963/ 24. Sep. 1963  | Ian Grant                  | Studio Two, Aeolian Hall, London                  | Pop Go The Beatles                        | With the Beatles                                    |
| 28  | The 49 Weeks                      | 03. Sep. 1963/ 24. Sep. 1963  | Ian Grant                  | Studio Two, Aeolian Hall, London                  | Pop Go The Beatles                        | On Air – Live at the BBC Volume 2                   |
| 29  | Sure to Fall (In Love With You)   | 03. Sep. 1963/ 24. Sep. 1963  | Ian Grant                  | Studio Two, Aeolian Hall, London                  | Pop Go The Beatles                        | Live at the BBC / On Air – Live at the BBC Volume 2 |
| 30  | Never Mind, Eh?                   | 03. Sep. 1963/ 24. Sep. 1963  | Ian Grant                  | Studio Two, Aeolian Hall, London                  | Pop Go The Beatles                        | On Air – Live at the BBC Volume 2                   |
| 31  | Twist and Shout                   | 16. Juli 1963/ 06. Aug. 1963  | Terry Henebery             | BBC Paris Theatre, London                         | Pop Go The Beatles                        | Please Please Me                                    |
| 32  | Bye, Bye                          | 03. Sep. 1963/ 24. Sep. 1963  | Ian Grant                  | Studio Two, Aeolian Hall, London                  | Pop Go The Beatles                        | On Air – Live at the BBC Volume 2                   |
| 33  | I Saw Her Standing There          | 07. Sep. 1963/ 05. Okt. 1963  | Bernie Andrews             | BBC Playhouse Theatre, London                     | Saturday Club                             | Please Please Me                                    |
| 34  | Glad All Over                     | 30. Juli 1963/ 24. Aug. 1963  | Bernie Andrews             | BBC Playhouse Theatre, London                     | Saturday Club                             | Live at the BBC / On Air – Live at the BBC Volume 2 |
| 35  | Lift Lid                          | 30. Juli 1963/ 24. Aug. 1963  | Bernie Andrews             | BBC Playhouse Theatre, London                     | Saturday Club                             | On Air – Live at the BBC Volume 2                   |
| 36  | I’ll Get You                      | 07. Sep. 1963/ 05. Okt. 1963  | Bernie Andrews             | BBC Playhouse Theatre, London                     | Saturday Club                             | Single-B-Seite von She Loves You                    |
| 37  | She Loves You                     | 07. Sep. 1963/ 05. Okt. 1963  | Bernie Andrews             | BBC Playhouse Theatre, London                     | Saturday Club                             | Single-A-Seite                                      |
| 38  | Memphis, Tennessee                | 07. Sep. 1963/ 05. Okt. 1963  | Bernie Andrews             | BBC Playhouse Theatre, London                     | Saturday Club                             | Live at the BBC / On Air – Live at the BBC Volume 2 |
| 39  | Happy Birthday Dear Saturday Club | 07. Sep. 1963/ 05. Okt. 1963  | Bernie Andrews             | BBC Playhouse Theatre, London                     | Saturday Club                             | On Air – Live at the BBC Volume 2                   |
| 40  | Now Hush, Hush                    | 16. Okt. 1963/ 20. Okt. 1963  | Ron Belchier               | BBC Playhouse Theatre, London                     | Easy Beat                                 | On Air – Live at the BBC Volume 2                   |
| 41  | From Me to You                    | 16. Okt. 1963/ 20. Okt. 1963  | Ron Belchier               | BBC Playhouse Theatre, London                     | Easy Beat                                 | Single-A-Seite                                      |
| 42  | Money (That’s What I Want)        | 18. Dez. 1963/ 26. Dez. 1963  | Bryant Marriott            | BBC Paris Theatre, London                         | The Beatles Say From Us to You            | With the Beatles                                    |
| 43  | I Want to Hold Your Hand          | 18. Dez. 1963/ 26. Dez. 1963  | Bryant Marriott            | BBC Paris Theatre, London                         | From Us to You Say The Beatles            | Single-A-Seite                                      |
| 44  | Brian Bathtubes                   | 17. Dez. 1963/ 21. Dez. 1963  | Bernie Andrews             | BBC Playhouse Theatre, London                     | Saturday Club                             | On Air – Live at the BBC Volume 2                   |
| 45  | This Boy                          | 17. Dez. 1963/ 21. Dez. 1963  | Bernie Andrews             | BBC Playhouse Theatre, London                     | Saturday Club                             | Single-B-Seite von I Want to Hold Your Hand         |
| 46  | If I Wasn’t in America            | 07. Jan. 1964/ 15. Feb. 1964  | Terry Henebery             | BBC Playhouse Theatre, London                     | Saturday Club                             | On Air – Live at the BBC Volume 2                   |
| 47  | I Got A Woman                     | 31. März 1964/ 04. Apr. 1964  | Bernie Andrews             | BBC Playhouse Theatre, London                     | Saturday Club                             | Live at the BBC / On Air – Live at the BBC Volume 2 |
| 48  | Long Tall Sally                   | 14. Juli 1964/ 16. Juli 1964  | Bernie Andrews             | Studio S2, Broadcasting House, London             | Top Gear                                  | Long Tall Sally (EP)                                |
| 49  | If I Fell                         | 14. Juli 1964/ 16. Juli 1964  | Bernie Andrews             | Studio S2, Broadcasting House, London             | Top Gear                                  | A Hard Day’s Night                                  |
| 50  | A Hard Job Writing Them           | 14. Juli 1964/ 16. Juli 1964  | Bernie Andrews             | Studio S2, Broadcasting House, London             | Top Gear                                  | On Air – Live at the BBC Volume 2                   |
| 51  | And I Love Her                    | 14. Juli 1964/ 16. Juli 1964  | Bernie Andrews             | Studio S2, Broadcasting House, London             | Top Gear                                  | A Hard Day’s Night                                  |
| 52  | Oh, Can’t We? Yes We Can          | 28. Feb. 1964/ 30. März 1964  | Bryant Marriott            | Number One Studio, BBC Piccadilly Theatre, London | The Beatles Say From Us to You            | On Air – Live at the BBC Volume 2                   |
| 53  | You Can’t Do That                 | 14. Juli 1964/ 16. Juli 1964  | Bernie Andrews             | Studio S2, Broadcasting House, London             | Top Gear                                  | A Hard Day’s Night                                  |
| 54  | Honey Don’t                       | 17. Nov. 1964/ 26. Nov. 1964  | Bernie Andrews             | BBC Playhouse Theatre, London                     | Top Gear                                  | Beatles for Sale                                    |
| 55  | I’ll Follow the Sun               | 17. Nov. 1964/ 26. Nov. 1964  | Bernie Andrews             | BBC Playhouse Theatre, London                     | Top Gear                                  | Beatles for Sale                                    |
| 56  | Green With Black Shutters         | Mai/Juni 1965                 | Pete Dauncey               | ?                                                 | Top of The Pops BBC Transcription Service | On Air – Live at the BBC Volume 2                   |
| 57  | Kansas City/Hey! Hey! Hey! Hey!   | 25. Nov. 1964/ 26. Dez. 1964  | Jimmy Grant/Brian Willey   | Studio Two, Aeolian Hall, London                  | Saturday Club                             | Beatles for Sale                                    |
| 58  | That’s What We’re Here For        | 17. Nov. 1964/ 26. Nov. 1964  | Bernie Andrews             | BBC Playhouse Theatre, London                     | Top Gear                                  | On Air – Live at the BBC Volume 2                   |
| 59  | I Feel Fine                       | 17. Nov. 1964/ nicht gesendet | Bernie Andrews             | BBC Playhouse Theatre, London                     | nicht gesendet                            | Single-A-Seite                                      |
| 60  | John – Pop Profile                | 30. Nov. 1965                 | Pete Dauncey               | NEMS office, London                               | Pop Profile BBC Transcription Service     | On Air – Live at the BBC Volume 2                   |
| 61  | George – Pop Profile              | 30. Nov. 1965                 | Pete Dauncey               | NEMS office, London                               | Pop Profile BBC Transcription Service     | On Air – Live at the BBC Volume 2                   |
| 62  | Paul – Pop Profile                | 02. Juni 1966                 | Pete Dauncey               | BBC Playhouse Theatre, London                     | Pop Profile BBC Transcription Service     | On Air – Live at the BBC Volume 2                   |
| 63  | Ringo – Pop Profile               | 02. Juni 1966                 | Pete Dauncey               | BBC Playhouse Theatre, London                     | Pop Profile BBC Transcription Service     | On Air – Live at the BBC Volume 2                   |

## Auskopplungen
Es wurde keine Single aus dem Album ausgekoppelt.

## Promotion-Veröffentlichungen

### Promotion-CD
| Titel                                      | Inhalt | Veröff.   | Label Katalognr.                     |
| ------------------------------------------ | --- | --------- | ------------------------------------ |
| On Air-Beatles at the BBC Volume 2 Sampler | I Saw Her Standing There/How About It, Gorgeous? (Speech)/Do You want To Know A Secret?/Anna (Go With Him)/Till There Was You/I’m Talking About You/Bumper Bundle (Speech)/P.S. I Love You/Twist And Shout/Brian Bathtubes (Speech)/This Boy/I Want To Hold Your Hand/And I Love Her/Boys | Okt. 2013 | Apple/Universal Music LC 01846/BBCV2 |

### Promotion-EP
| Titel                                                     | Inhalt                                                                                      | Veröff.      | Label Katalognr.               |
| --------------------------------------------------------- | ------------------------------------------------------------------------------------------- | ------------ | ------------------------------ |
| On Air-Live at the BBC Volume 2 (GB-Promo EP) 7"-Vinyl/CD | Words of Love/Please Mr. Postman/I Saw Her Standing There/Do You want to Know a Secret/Boys | Oktober 2013 | Apple/Universal Music LC 01846 |

## Kommerzieller Erfolg

### Chartplatzierungen
| ChartsChartplatzierungen       | Höchstplatzierung | Wochen |
| ------------------------------ | ----------------- | ------ |
| Deutschland (GfK)              | 8 (7 Wo.)         | 7      |
| Österreich (Ö3)                | 7 (8 Wo.)         | 8      |
| Schweiz (IFPI)                 | 19 (4 Wo.)        | 4      |
| Vereinigte Staaten (Billboard) | 7 (11 Wo.)        | 11     |
| Vereinigtes Königreich (OCC)   | 12 (7 Wo.)        | 7      |

### Auszeichnungen für Musikverkäufe
| Land/Region                  | Auszeichnungen für Musikverkäufe (Land/Region, Auszeichnung, Verkäufe) | Verkäufe |
| ---------------------------- | ---------------------------------------------------------------------- | -------- |
| Kanada (MC)                  | Platin                                                                 | 80.000   |
| Vereinigtes Königreich (BPI) | Silber                                                                 | 60.000   |
| Insgesamt                    | 1× Silber · 1× Platin ·                                                | 140.000  |

Hauptartikel: The Beatles/Auszeichnungen für Musikverkäufe